# Megfojtott virágok (film)
A Megfojtott virágok (eredeti cím: Killers of the Flower Moon) 2023-as amerikai vadnyugati krimifilm, melyet Eric Roth és Scorsese forgatókönyve alapján Martin Scorsese rendezett. A 2017-es azonos című könyv alapján elkészült film azokról az oklahomai gyilkosságokról szól, melyeket az 1920-as években követtek el az oszázs indián törzs területén, miután olajat fedeztek fel ott. A főbb szerepekben Leonardo DiCaprio, Robert De Niro, Lily Gladstone, Brendan Fraser és Jesse Plemons látható.
Az Amerikai Egyesült Államokban 2023. október 20-án, míg Magyarországon 2023. október 19-én mutatják be a mozikban.

## Történet
Az 1920-as években rejtélyes körülmények között sorra gyilkolták az oszázs törzs tagjait Oklahoma északkeleti részén. Egy idő után a még fiatal FBI nagyszabású  nyomozást indított el. A nyomozást a 29 éves J. Edgar Hoover és az egykori texasi ranger, a Grann által „régi stílusú rendőrként” jellemzett Tom White irányította.

## Szereplők
| Szerep               | Színész             | Magyar hang         |
| -------------------- | ------------------- | ------------------- |
| Ernest Burkhart      | Leonardo DiCaprio   | Hevér Gábor         |
| William Hale         | Robert De Niro      | Márton András       |
| Mollie Burkhart      | Lily Gladstone      | Tompos Kátya        |
| Tom White            | Jesse Plemons       | Hajdu Tibor         |
| Lizzie Q             | Tantoo Cardinal     | N/A                 |
| Leaward ügyész       | John Lithgow        | Barbinek Péter      |
| W.S. Hamilton ügyvéd | Brendan Fraser      | Vida Péter          |
| Anna Kyle Brown      | Cara Jade Myers     | Gáspár Kata         |
| Reta                 | JaNae Collins       | Bognár Anna         |
| Minnie               | Jillian Dion        | Angyal Anita        |
| Bill Smith           | Jason Isbell        | Kovács Lehel        |
| Henry Roan           | William Belleau     | Patkós Márton       |
| Kelsie Morrison      | Louis Cancelmi      | Mészáros Béla       |
| Bryan Burkhart       | Scott Shepherd      | Kaszás Gergő        |
| Paul Red Eagle       | Everett Waller      | Törköly Levente     |
| Bonnicastle törzsfő  | Yancey Red Corn     | Ficzere Béla        |
| John Wren            | Tatanka Means       | L. Nagy Attila      |
| Blackie Thompson     | Tommy Schultz       | Rába Roland         |
| Henry Grammer        | Sturgill Simpson    | Karácsonyi Zoltán   |
| John Ramsey          | Ty Mitchell         | Kőrösi András       |
| William J. Burns     | Gary Basaraba       | Faragó András       |
| Alvin Reynolds       | Charlie Musselwhite | Szacsvay László     |
| John Burger          | Pat Healy           | Kálloy Molnár Péter |
| Dr. James Shoun      | Steve Witting       | Czvetkó Sándor      |
| Dr. David Shoun      | Steve Routman       | Gyurity István      |
| Frank Smith          | Michael Abbott Jr.  | Harcsik Róbert      |
| Acie Kirby           | Pete Yorn           | Dévai Balázs        |
| Turton               | Barry Corbin        | Borbiczki Ferenc    |
| John C. Pollock bíró | Steve Eastin        | Forgács Gábor       |
| Myrtie Hale          | Katherine Willis    | Mics Ildikó         |
| Pitts Beatty         | Gene Jones          | Németh Gábor        |

### Magyar változat
- Magyar szöveg: Speier Dávid
- Hangmérnök: Gábor Dániel
- Vágó: Kajdácsi Brigitta
- Gyártásvezető: Gelencsér Adrienne
- Szinkronrendező: Dóczi Orsolya
- Produkciós vezető: Hagen Péter

A szinkront a Mafilm Audio Kft. készítette.

## A film készítése

### Előkészületek

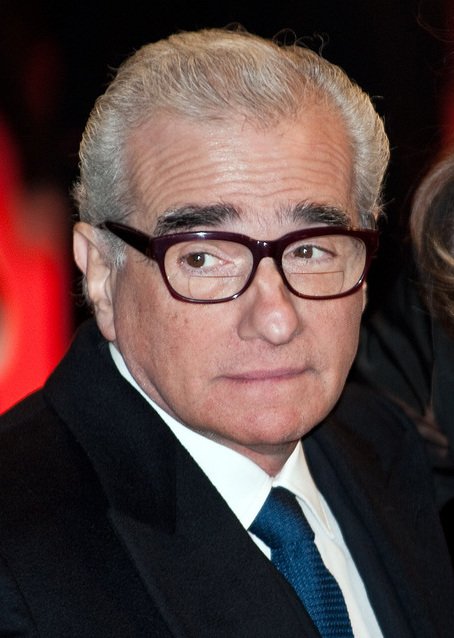
Martin Scorsese, a film rendezője és forgatókönyvírója

2016. március 10-én az Imperative Entertainment megnyerte a licitálást, hogy filmadaptációt készítsen David Grann Killers of the Flower Moon című ismeretterjesztő könyvéből, és 5 millió dollárt fizetett érte. 2017 áprilisában kiderült, hogy Martin Scorsese, Leonardo DiCaprio és Robert De Niro azt fontolgatják, hogy részt vesznek az Eric Roth által adaptált filmben.  2017 júliusában a producer, Dante Ferretti elárulta, hogy a forgatás 2018 elején kezdődik majd Scorsese rendezésében és DiCaprio főszereplésével.  A gyártás azonban 2018 októberéig nem kezdődött, amikor is bejelentették, hogy a film lesz Scorsese következő filmje Az ír (2019) befejezése után. Ekkor a forgatásnak 2019 nyarán kellett volna elkezdődnie 
2019 júniusában bejelentették, hogy a Paramount Pictures forgalmazza majd a filmet.  2019. július 26-án Scorsese az oklahomai Pawhuskába utazott, hogy találkozzon Geoffrey Standing Bearrel, hogy megvitassa, hogyan lehetne az Osage Nationt bevonni a film gyártásába.  Napokkal később arról számoltak be, hogy De Niro csatlakozott a szereplőgárdához, és a forgatás várhatóan 2020 nyarán kezdődik majd.
2019 decemberében Scorsese operatőrje, Rodrigo Prieto megerősítette, hogy a film várhatóan 2020 márciusában kezdi meg a forgatást, hozzátéve, hogy a „film kinézete és látványvilágának tervezése” még mindig kitalálás alatt áll.  A 26. Screen Actors Guild Awards díjátadón 2020. január 19-én DiCaprio hivatalosan bejelentette, hogy ő és De Niro szerepelnek majd a filmben.  2020 áprilisában bejelentették, hogy a Killers of the Flower Moon forgatását határozatlan időre elhalasztották a COVID-19 világjárvány miatt.  Eközben Scorsese a Netflixhez és az Apple TV+ -hoz fordult a film finanszírozása és terjesztése érdekében, mivel a Paramount aggodalmát fejezte ki amiatt, hogy a film költségvetése eléri a 200 millió dollárt. A Paramount továbbra is nyitott volt az alkura, hogy egy további partnerrel együtt vegyen részt a filmben.  2020 májusában bejelentették, hogy az Apple TV+ társfinanszírozza és társforgalmazza a filmet, a Paramount pedig továbbra is a forgalmazó marad. 2021 augusztusában bejelentették, hogy Brendan Fraser és John Lithgow is erősítik a stábot.

### Forgatás
A film gyártása 2021 februárjában kezdődött meg Oklahomában.  A forgatás végül 2021. április 19-én kezdődött, a forgatás Osage megyében és Washington megyében, nevezetesen Pawhuskában, Fairfaxban és Bartlesville-ben volt.   
Május 13-án De Niro négyfejűizom-sérülést szenvedett, és visszatért New Yorkba orvosi ellátásra. A gyártás nem késett, mivel De Niro következő jeleneteit 2021 júniusában forgatták.  A forgatás 2021. október 1-jén fejeződött be. 2022. március 25-én az Osage igazgatója, Geoffrey Standing Bear azt mondta, hogy "azt tanácsolták neki, hogy a Killers of the Flower Moon a tervek szerint május közepén egy hagyományos közösségi tánc további jeleneteit is leforgatja Osage megyében."
Gladstone 2023 januárjában azt állította, hogy az Osage Nation közreműködése nagymértékben megváltoztatta a filmet ahhoz képest, amit Scorsese eredetileg elképzelt, és hogy együttműködésük pozitív hatással volt a filmre, a 2023-as Sundance Filmfesztiválon adott interjúban kijelentette, hogy "A munka jobb, ha mikor beszámolsz a világnak a munkádról."

### Filmzene
Scorsese gyakori munkatársa, Robbie Robertson a The Bandtől komponálja a filmzenét.

## Bemutató
A filmet eredetileg 2022-ben tervezték bemutatni. 2022 júliusában bejelentették, hogy a film még nem készült el és 2023-ra halasztották a bemutatóját.
A világpremier 2023. május 20-án volt a 76. cannes-i fesztiválon.
A filmet digitálisan az Apple Studios forgalmazza a Paramount Picturesszel közösen.

## Fordítás
Ez a szócikk részben vagy egészben  a   Killers of the Flower Moon (film) című angol Wikipédia-szócikk ezen változatának fordításán alapul.  Az eredeti cikk szerkesztőit annak laptörténete sorolja fel. Ez a jelzés csupán a megfogalmazás eredetét és a szerzői jogokat jelzi, nem szolgál a cikkben szereplő információk forrásmegjelöléseként.